# Ciclizina
Ciclizina es un medicamento que se usa para tratar y prevenir las náuseas, vómitos y mareos debido a cinetosis o vértigo. También se puede usar para tratar las náuseas después de la anestesia general o la que se desarrolla después del uso de opioides. Se administra por vía oral, rectal, o se inyecta en una vena.
Los efectos secundarios comunes incluyen somnolencia, boca seca, estreñimiento y problemas de visión. Los efectos secundarios más graves incluyen presión arterial baja y retención urinaria. No se recomienda su administración a niños pequeños o personas con glaucoma. La ciclizina parece ser segura durante el embarazo, pero no se ha estudiado bien. Pertenece a la familia de medicamentos anticolinérgicos y antihistamínicos.
La ciclizina fue descubierta en 1947. Está en la Lista de medicamentos esenciales de la Organización Mundial de la Salud, los medicamentos más efectivos y seguros que se necesitan en un sistema de salud. En los Estados Unidos está disponible para venta sin receta. En el Reino Unido 100 tabletas cuestan alrededor de £11,26. Ocasionalmente se usa para el efecto de euforia que puede crear.

## Usos médicos
Los usos primarios incluyen náuseas, vómitos y mareos asociados con movimiento, vértigo y postoperatorios, después de la administración de anestesia general y opioides. A veces se administra en hiperemesis gravídica, aunque el fabricante aconseja que se evite en el embarazo. El uso sin licencia a menudo ocurre con especialistas en hospitales para tratar a pacientes hospitalizados que se han deshidratado gravemente durante el embarazo. Un uso no indicado en la etiqueta es como un potenciador de opiodes/opiáceos.
El medicamento Diconal es una combinación de ciclizina y del opioide dipipanona. La dipipanona es una sustancia controlada en los EE.UU. debido a su alto potencial de abuso. 

## Contraindicaciones
Debe administrarse con precaución a pacientes afectos de hipertrofia prostática, retención urinaria o glaucoma de ángulo cerrado por su acción antimuscarínica. La enfermedad hepática exacerba sus efectos sedantes.

## Efectos adversos
Comunes (más del 10%) - Somnolencia, sequedad bucal. 
Poco frecuentes (1% a 10%): dolor de cabeza, deterioro psicomotor, dermatitis y efectos antimuscarínicos, como diplopía (visión doble), taquicardia, estreñimiento, retención urinaria y trastornos gastrointestinales. 
Raras (menos del 1%): reacciones de hipersensibilidad (broncoespasmo, angioedema, anafilaxia, erupciones cutáneas y reacciones de fotosensibilidad), efectos extrapiramidales, mareos, confusión, depresión, trastornos del sueño, temblor, disfunción hepática y alucinaciones. 

## Farmacología
Ciclizina es un derivado de la piperazina con actividad antagonista del receptor de la histamina H1 (actividad antihistamínica). El mecanismo de acción preciso para inhibir los síntomas del mareo por movimiento no se conoce bien. Puede tener efectos directamente en el sistema vestibular y en la zona de activación del quimiorreceptor. La ciclizina ejerce una acción anticolinérgica central (antimuscarínica).

## Síntesis
La ciclizina se puede preparar mediante metilación de Eschweiler-Clarke de la difenilmetilpiperazina o por reacción de bromuro de benzhidrilo con 1-metilpiperazina en acetonitrilo para formar LA sal hidrobromuro del fármaco. 

## Historia

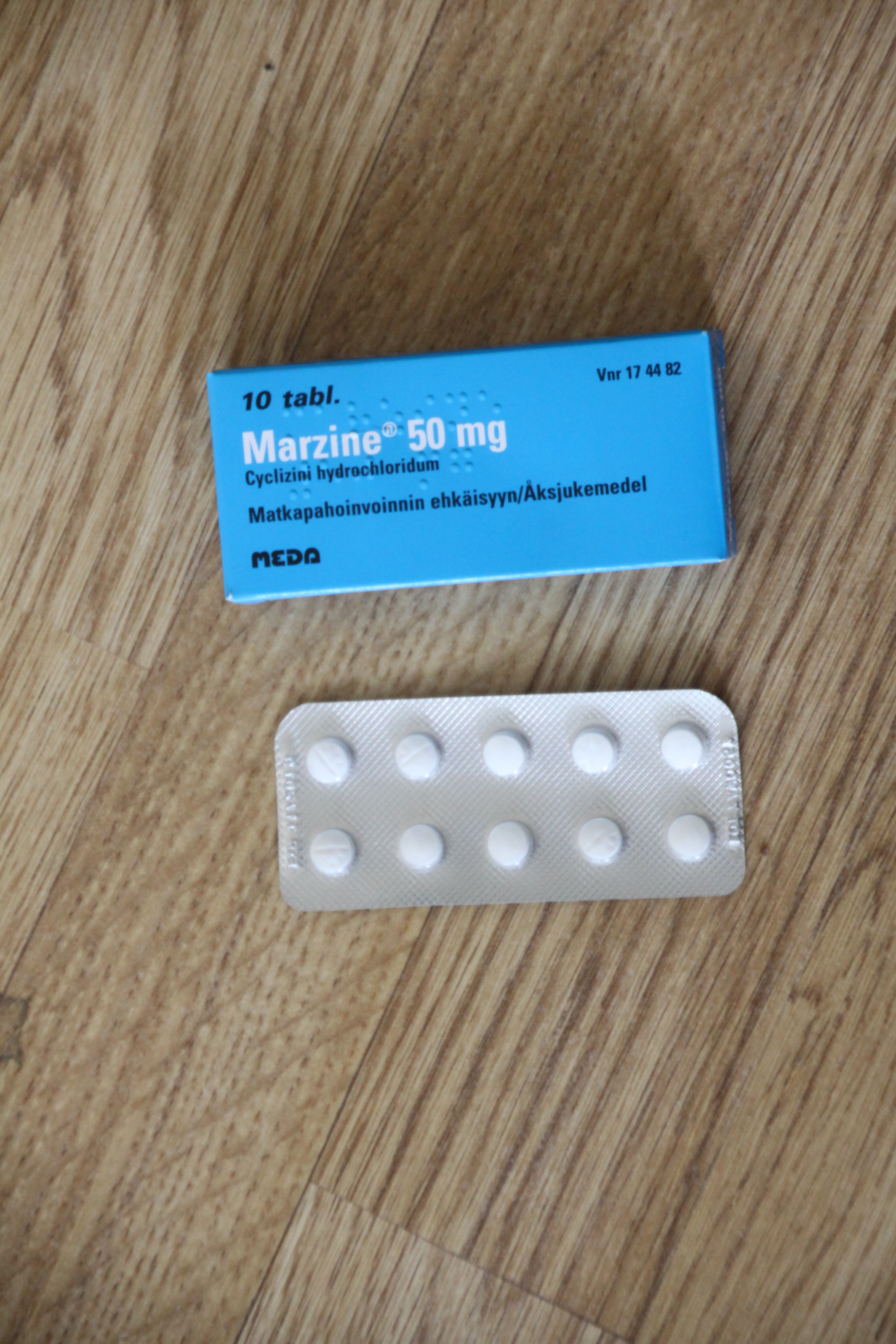
Marzine (ciclizina)

Ciclizina se desarrolló en la división estadounidense de la compañía farmacéutica Burroughs Wellcome (hoy GlaxoSmithKline) durante un estudio de investigación que involucra a muchos medicamentos del grupo antihistamínico. Para la ciclizina fue rápidamente encontrado un efecto clínico como potente antiemético con acción prolongada. La compañía nombró la sustancia, o más precisamente la forma de clorhidrato de ciclizina nombre con el que generalmente aparece, "clorhidrato de marezina" y comenzó a venderla en los Estados Unidos con el nombre comercial de Marezine. La venta se inició en Francia con el nombre comercial Marzine en 1965.
La sustancia recibió más crédito cuando la NASA la eligió como un antiemético espacial para el primer vuelo lunar tripulado. La ciclizina se introdujo en muchos países como un antiemético común. Es un medicamento de venta libre en muchos países porque ha sido bien tolerado, aunque no se ha estudiado mucho.

## Sociedad y cultura
Algunas personas que usan metadona combinan la ciclizina con la dosis de metadona, una combinación que se sabe que produce fuertes efectos psicoactivos. También se ha utilizado recreativamente por sus efectos anticolinérgicos para inducir alucinaciones.
También se ha usado ilegalmente en carreras de galgos para sabotear el rendimiento de un perro.

### Nombres
Como tabletas de clorhidrato de ciclizina y solución de lactato de ciclizina para inyección intramuscular o intravenosa (nombres comerciales: Valoid en el Reino Unido y Sudáfrica y Marezine, Marzine y Emoquil en EE.UU.). La ciclizina se comercializó como Bonine for Kids en los EE.UU., pero se suspendió a partir de 2012 y se reemplazó con meclizine.

## Derivados de ciclizina
| Comparación estructural de ciclizina y antagonistas H1 relacionados | Comparación estructural de ciclizina y antagonistas H1 relacionados | Comparación estructural de ciclizina y antagonistas H1 relacionados |
| ------------------------------------------------------------------- | ------------------------------------------------------------------- | ------------------------------------------------------------------- |
|                                                                     |                                                                     |                                                                     |
| Compuesto                                                           | R1                                                                  | R2                                                                  |
| Ciclizina                                                           | H                                                                   | CH3                                                                 |
| Clorciclizina                                                       | Cl                                                                  | CH3                                                                 |
| Meclizina                                                           | Cl                                                                  |                                                                     |
| Buclizina                                                           | Cl                                                                  |                                                                     |
| Oxatomida                                                           | H                                                                   |                                                                     |
| Hidroxizina                                                         | Cl                                                                  |                                                                     |
| Cetirizina                                                          | Cl                                                                  |                                                                     |